# Grand Prix de Denain 2012
Il Grand Prix de Denain 2012, cinquantaquattresima edizione della corsa e valida come evento dell'UCI Europe Tour 2012 categoria 1.1, si svolse il 12 aprile 2012 su un percorso totale di circa 199,1 km. Fu vinto dall'argentino Juan José Haedo che terminò la gara in 4h38'13", alla media di 42,93 km/h.
Al traguardo 131 ciclisti portarono a termine il percorso.

## Ordine d'arrivo (Top 10)
| Pos. | Corridore        | Squadra      | Tempo    |
| ---- | ---------------- | ------------ | -------- |
| 1    | Juan José Haedo  | Saxo Bank    | 4h38'13" |
| 2    | Alex Rasmussen   | Garmin       | s.t.     |
| 3    | Andrea Guardini  | Farnese Vini | s.t.     |
| 4    | Fabien Bacquet   | Auber 93     | s.t.     |
| 5    | Arnaud Démare    | FDJ-BigMat   | s.t.     |
| 6    | Guillaume Boivin | SpiderTech   | s.t.     |
| 7    | Kenny van Hummel | Vacansoleil  | s.t.     |
| 8    | Denis Flahaut    | Roubaix      | s.t.     |
| 9    | Matteo Pelucchi  | Europcar     | s.t.     |
| 10   | Jimmy Casper     | AG2R La Mon. | s.t.     |